# ハボック (映画)
『ハボック』（原題：Havoc）は、ギャレス・エヴァンスが脚本・監督を務める、イギリス・アメリカ合衆国合作のアクション・スリラー映画。トム・ハーディが主演を務める。2025年4月25日、Netflixで配信開始。

## あらすじ
クリスマスの夜、若者4人が麻薬を積載したトラックを強奪して逃走する重大事件が発生した。
麻薬課の刑事であるヴィンセント一行が運転する2台のパトカーがそれを追走し、激しいカーチェイスが行われる。強奪犯たちは1台のパトカーを大破させ、運転していた刑事のコルテスに意識不明の重傷を負わせた上で振り切る。
強奪犯たちは、トラックに載せられていた麻薬を強奪の依頼主であるマフィアのツィとチンの元に届けに行くが、直後に謎の集団がその場を襲撃し、ツィを含んだ多数の死者が出る。
現場を担当することになった主人公である殺人課の刑事ウォーカーは、防犯カメラの映像からその場にいた逃走中の強奪犯の一人が、自身と裏で組んでいる町の有力者であるローレンス・ボーモントの息子チャーリーであることを察する。
かねてよりローレンスから裏で汚い仕事を請け負っていたウォーカーは、家族のために裏社会との決別する決意をし、裏仕事と縁切りすることと引き換えにチャーリーを助けることをローレンスに談判し、行動を始める。チャーリーとその恋人のミアは、海外逃亡を企て、ミアの叔父であるラウルにパスポートの製造を依頼する。
ウォーカーは相棒のエリーとは別に独自の情報網より捜査を進めていくが、容疑者がチャーリーであることが周囲に露呈したこととそれを知っていながら報告していなかったことを問題視され上司よりエリーとのコンビ解消と捜査から外れるように命令を受けてしまう。それでもウォーカーはエリーに懇願し、ラウルの情報を入手して独自に行動を続け、ラウルに接触するとミアにクラブでパスポートを渡す連絡を入れさせ、そこでミアとチャーリーを保護しようと目論む。
一方、息子であるツィを殺された中国マフィア「三合会」を率いるボスであるフォンは報復のために部下を引き連れてチンの元にやってくる。フォンは部下たちに車で移動中だったローレンスを白昼堂々で襲撃、拉致させる。
ウォーカーは目論見通りクラブにやってきたミアと接触し、保護しようとするがそこにチャーリーを追う麻薬課のヴィンセント、ジェイク、ヘイズの3人が現れ、更にチャーリーの仲間の一人だったウェスが裏切ってフォンとチンにミアたちが向かうクラブの情報を流したことで中国マフィアの構成員たちが多数やってくる。クラブにはミアと合流しようとしていたチャーリーと仲間のジョニー、そしてラウルも現場にやってきてクラブ内でウォーカー一行、ヴィンセント一行、中国マフィアの三つ巴の激しい戦いが始まってしまう。銃撃戦になり、ウォーカー一行はジョニー、ラウルを失い、ヴィンセント一行はヘイズがマフィアの攻撃で死亡する。中国マフィアは多数の死者を出し、その場に居合わせたウェスも殺されてしまう。
なんとか修羅場を乗り切ってその場から離れることができたウォーカー、チャーリー、ミアの3人はウォーカーの住まいに身を隠すべく向かいつつ、ミアの話でツィを殺害した襲撃者たちはヴィンセント一行で元々麻薬の転売のためにトラックを彼らも狙っていたことを知るとエリーに連絡してコルテスが意識を取り戻したら証言をさせるために彼女を病院に向かわせる。
実はヴィンセント達はチンと裏で組んでいてツィを殺させるように仕向けたのは彼を排除して組織の長になろうと企んでいたチンであった。チンはヴィンセントらが失敗したことで彼らを見限り、病院にいるコルテスを口封じに殺害するが丁度駆け付けたエリーと戦闘になる。巻き込まれたコルテスの妻のアンジェラが死ぬがエリーはチンを捕縛することに成功。更にチンを利用してヴィンセントとジェイクの二人をおびき寄せ、捕縛する。
ウォーカーは自分の住処にチャーリーとミアを匿うがローレンスが拉致されていることを知らずにローレンスに連絡してしまった結果、住処が露呈し多数のマフィアたちが彼らの元にやってくる。
激しい銃撃戦になり、ウォーカーたち3人は多数のマフィアを倒すが多勢に無勢となり、ウォーカーは昏倒し、チャーリーとミアは捕まってしまう。
フォンの元に引き出された2人の前にローレンスが連れてこられ、ローレンスにミアを殺させようとするがその場にウォーカーの家族から場所を聞いたエリーが駆けつけ、チン、ヴィンセント、ジェイクの3人を引き合わせ、ツィを殺害した主犯であることをフォンに伝える。
真相を知ったフォンはチンを殺そうとするがジェイクが隙をついてマフィアの一人を殺して銃を奪うとチャーリーを殺そうとして発砲し、庇ったローレンスが死亡する。
それを皮切りに息を吹き返したウォーカー一行とヴィンセント一行、フォンの部下とチンの部下の合計4つのグループがその場で交戦をはじめ、大混乱の戦いが繰り広げられる。
エリーはジェイクを相手に激しい接近戦を繰り広げた末、弾切れを起こし殺されかけるが父親を殺されて怒るチャーリーの射撃によってジェイクはハチの巣にされて死ぬ。
チンは部下より受け取った拳銃でフォンを射殺、更にヴィンセントを殺そうとするが返り討ちにされ、ヴィンセントは麻薬と金を奪って一人逃走を図るがウォーカーに追いつかれて射殺される。
戦いが終わり、生き残ったのはウォーカー、エリー、チャーリー、ミアの4人だけだった。
エリーはチャーリーとミアに対してマフィアの追跡は終わらないことを知らせ出頭を進めるが彼らは海外逃亡の道を選び、いずこへと消える。
負傷して座り込んでいるウォーカーはエリーに対して過去の罪を話すために自分を逮捕するように依頼し、駆けつけたパトカーに囲まれたところで物語は幕を閉じる
。

## キャスト
※括弧内は日本語吹替。
- パトリック・ウォーカー - トム・ハーディ（諏訪部順一）… 殺人課の刑事。元麻薬捜査課でローレンスの不祥事の火消しなどを行ってきた所謂悪徳刑事。
- エリー・チャン - ジェシー・メイ・リー（英語版）（伊吹茅紘） … 殺人課に異動してきた制服警官。ウォーカーと組むことになる。
- ローレンス・ボーモント - フォレスト・ウィテカー（立木文彦）…不動産王。市長選に立候補している有力者。
- チャーリー・ボーモント - ジャスティン・コーンウェル（英語版）（八代拓） …ローレンスの息子。親子仲は険悪になっている。ミアの借金を清算するために親交のあったツィから仕事を請け負う
- ミア - クエリン・セプルヴェダ（城内由茄子） … チャーリーの仲間で彼の恋人。誤ってツィの自動車を盗難したことでマフィアから借金を負わされてしまっていた。
- ジョニー - ゼリア・メンデス＝ジョーンズ … チャーリーの仲間
- ウェス - ジム・シーザー　… チャーリーの仲間
- ラウル・バスケス - ルイス・ガスマン（宝亀克寿） … ミアの叔父。自動車整備工でミアの育ての親でもある。
- ヴィンセント - ティモシー・オリファント（坂詰貴之）…麻薬捜査課の刑事。ウォーカーの元同僚。
- ジェイク - リチャード・ハリントン … 麻薬捜査課の刑事。ウォーカーの元同僚。
- ヘイズ - ゴードン・アレクサンダー … 麻薬捜査課の刑事。ウォーカーの元同僚。
- コルテス - セルハト・メティン … 麻薬捜査課の刑事。ウォーカーの元同僚でウォーカーとは友人だった。カーチェイス中に重傷を負い意識不明の重体となる。
- アンジェラ - ジル・ウィンターニッツ … コルテスの妻
- チン - サニー・パン …　中国マフィア。ウォーカーたちの町における組織のボス。
- ツィ- ジェレミー・アング・ジョーンズ　… 中国マフィア。チャーリーたちに麻薬強奪の仕事を持ち掛ける。
- クラリス・フォン - ヤオ・ヤンヤン（魏涼子） …中国マフィア三合会のボス。息子であるツィが殺されたことで部下たちと共に中国からやってくる。
- 暗殺者 - ミシェル・ウォーターソン … フォンの右腕である殺し屋。接近戦に長ける。
- ヘレナ・ウォーカー - ナルゲス・ラシディ（木村香央里）… ウォーカーの妻
- エミー・ウォーカー - アシュリー・フォックス＝サハン … ウォーカーの娘

## 製作
2021年2月19日、『ザ・レイド』を監督したギャレス・エヴァンスが、Netflixとの独占契約で書いた脚本で監督を務めることが発表された。ギャレスは、トム・ハーディやエド・タルファンと共にセヴァン・スクリーン社側のプロデューサーを務め、XYZフィルムXYZ Films社のアラム・ターザキアンも本作のプロデューサーを務めることも併せて発表された。
最初の発表時に、トム・ハーディが主役に抜擢されることも発表された。翌月には、フォレスト・ウィテカーがキャストに追加された。2021年6月には、ティモシー・オリファント、ジャスティン・コーンウェル、ジェシー・メイ・リー、ヨ・ヤン・ヤンYeo Yann Yannがメインキャストに加わり、クエリン・セプルヴェダ、ルイス・ガスマン、サニー・パン、ミシェル・ウォーターソンが脇役としてキャスティングされた。
本作は、2021年7月8日から、主に製作が行われるウェールズのカーディフで、主要撮影を始めた。本作は「ウェールズでこれまでに製作された中で最大級の映画の1つ」となる予定であり、「当地の映画製作者たちに恒久的な遺産を残す」ことになるといわれている 。トム・ハーディは、2021年7月にサウスウェールズSouth WalesのバリーアイランドプレジャーパークBarry Island Pleasure Parkで、8月にスウォンジーのブランウィンホールBrangwyn Hallの外でそれぞれ目撃されている 。『Havoc』は、WonderWorksの移動式託児所を利用した史上初の映画にもなる予定である。製作は2021年10月に終了する予定である。2021年10月22日、撮影は正式に終了した。